# Pantar (eiland)

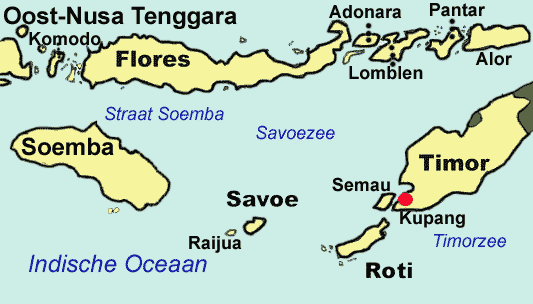
Provincie Oost-Nusa Tenggara

Pantar (Indonesisch: Pulau Pantar) is een eiland in de Indonesische provincie Oost-Nusa Tenggara. Het eiland maakt onderdeel van het Regentschap Alor en is na het eiland Alor het grootste eiland van de Alorarchipel. Aan de westkant van het eiland ligt de Straat Alor, die de grens vormt tussen de Alorarchipel en de Solorarchipel. Aan de zuidkant van het eiland ligt de Straat Ombai die het eiland scheidt van het eiland Timor. Aan de noordkant van het eiland ligt de Bandazee. Het eiland heeft een oppervlakte van 728 km² met als hoogste punt Puncak Topaki op 1318 m. Verder ligt op het eiland de actieve vulkaan Sirung.
Het eiland is alleen via water te bereiken omdat het geen vliegveld heeft. 